# Antonin Borovec

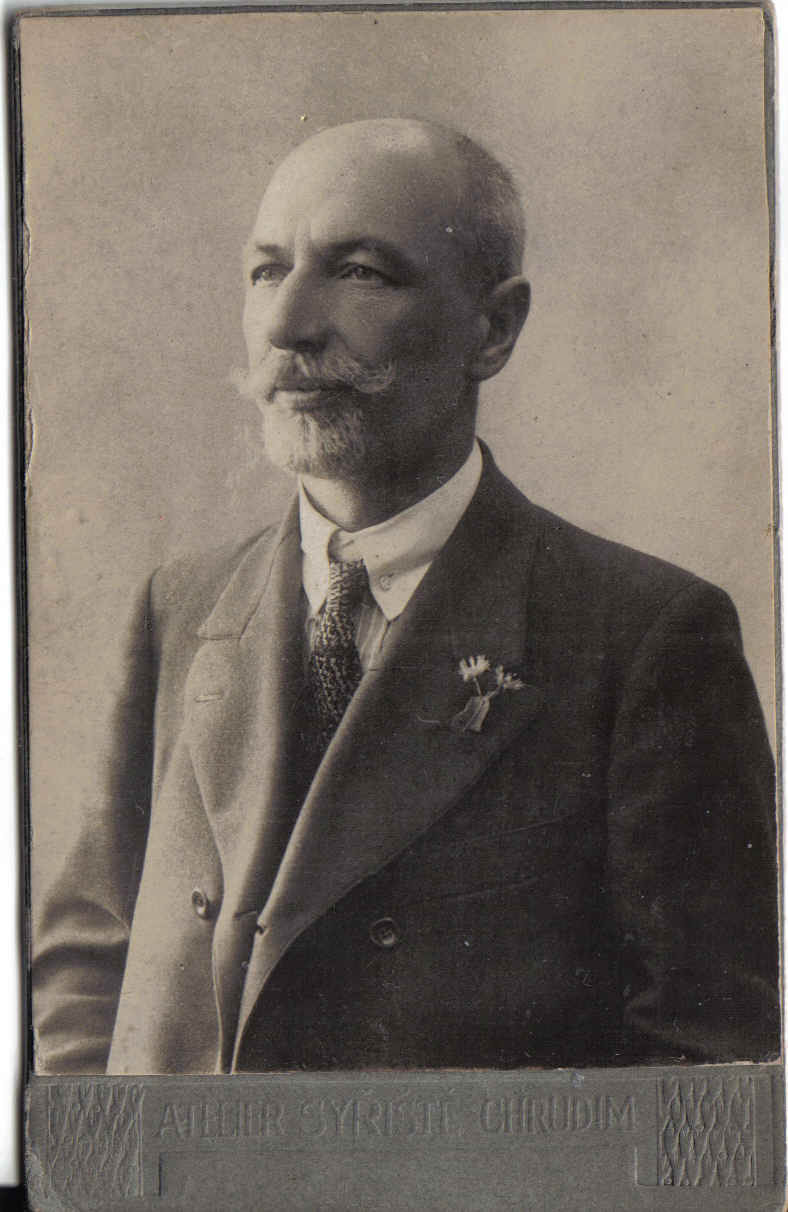
Antonin Borovec (1870–1925)

Antonin Borovec (Anton Borowetz) (* 11. April 1870 bei Pardubice, Böhmen; † wahrscheinlich am 26. Juni 1925 in Czernowitz (Cernauţi, damals Rumänien, heute Ukraine)) war ein tschechoslowakischer Generalkonsul in Czernowitz.
Antonin Borovec entwickelte nach dem Ersten Weltkrieg ein Überlebenskonzept für Witwen und Waisen („Sozial innovatives Konzept für Witwen und Waisen.“) lange vor Hermann Gmeiner.
Er bekam ein Ehrengrab in Cernauţi (Czernowitz).